# کابارنت
کابارنت (به لاتین: Kabarnet) یک شهرک در کنیا است که در شهرستان بارینگو واقع شده‌است.

## خواهرخوانده
شهر هورت خواهرخواندهٔ کابارنت هست.